# Saski Baskonia 1996-1997
Questa voce raccoglie le informazioni riguardanti il Saski Baskonia nelle competizioni ufficiali della stagione 1996-1997.

## Stagione
La stagione 1996-1997 del Saski Baskonia è la 24ª nel massimo campionato spagnolo di pallacanestro, la Liga ACB.
Grazie alla sentenza Bosman le società continentali approfittarono della possibilità di schierare un numero illimitato di giocatori comunitari, e gli stessi cestisti giovarono della più ampia libertà contrattuale loro concessa.

## Roster
Aggiornato al 4 gennaio 2025.
| Taugrés Baskonia 1996-97 | Taugrés Baskonia 1996-97 |
| Giocatori                | Staff tecnico            |
| ------------------------ | ------------------------ |

| N. | Naz.                                     | Ruolo | Nome               | Anno | Alt.   | Peso   |  |
| -- | ---------------------------------------- | ----- | ------------------ | ---- | ------ | ------ |  |
| 4  | Spagna (bandiera)                        | AP    | Lucio Angulo       | 1973 | 198 cm | 93 kg  |  |
| 5  | Spagna (bandiera)                        | C     | Jorge Garbajosa    | 1977 | 206 cm | 105 kg |  |
| 6  | Croazia (bandiera)                       | GA    | Velimir Perasović  | 1965 | 196 cm | 82 kg  |  |
| 7  | Spagna (bandiera)                        | P     | Jordi Millera      | 1971 | 176 cm |        |  |
| 8  | Spagna (bandiera)                        | GA    | Carlos Cazorla     | 1977 | 197 cm | 92 kg  |  |
| 9  | Spagna (bandiera)                        | AG    | Miguel Ángel Reyes | 1968 | 207 cm |        |  |
| 10 | Spagna (bandiera)                        | P     | José Ángel Arcega  | 1964 | 184 cm | 83 kg  |  |
| 12 | Stati Uniti (bandiera)                   | C     | Bobby Martin       | 1969 | 205 cm | 110 kg |  |
| 12 | Stati Uniti (bandiera)                   | C     | Thomas Jordan      | 1968 | 208 cm | 100 kg |  |
| 13 | Stati Uniti (bandiera)                   | AG    | Kenny Green        | 1967 | 203 cm | 91 kg  |  |
| 14 | Argentina (bandiera) · Italia (bandiera) | G     | Juan Espil         | 1968 | 194 cm | 90 kg  |  |
| 15 | Spagna (bandiera)                        | AC    | Fran Murcia        | 1970 | 203 cm |        |  |

| Allenatore                                                              |
| - Manel Comas                                                           |
| Assistente/i                                                            |
| - Iosu Larreategui Legenda - (C) Capitano - (IN) Inattivo - Infortunato |

## Mercato

### Sessione estiva
| Acquisti | Acquisti          | Acquisti       | Acquisti   | Acquisti |
| R.a      | Nome              | da             | Modalità   |          |
| -------- | ----------------- | -------------- | ---------- | -------- |
| P        | José Ángel Arcega | C.B. Saragozza | definitivo |          |
| G        | Juan Espil        | Atenas Córdoba | definitivo |          |
| AP       | Lucio Angulo      | C.B. Saragozza | definitivo |          |
| AC       | Fran Murcia       | C.B. Saragozza | definitivo |          |
| C        | Bobby Martin      | Murcia         | definitivo |          |

| Cessioni | Cessioni       | Cessioni           | Cessioni       | Cessioni |
| R.       | Nome           | a                  | Modalità       |          |
| -------- | -------------- | ------------------ | -------------- | -------- |
| P        | Ferran López   | Alicante           | fine contratto |          |
| P        | David Sala     | Girona             | fine contratto |          |
| AP       | Iñaki Gómez    | Murcia             | fine contratto |          |
| AG       | Carlus Groves  | Ferro Carril Oeste | fine contratto |          |
| AG       | Marcelo Nicola | Panathīnaïkos      | fine contratto |          |
| AC       | Ramón Rivas    | Barcellona         | fine contratto |          |
| C        | Xavi Ruiz      |                    | ritirato       |          |
| C        | Goran Sobin    |                    | ritirato       |          |

### Dopo l'inizio della stagione
| Acquisti | Acquisti      | Acquisti            | Acquisti     | Acquisti   |
| R.       | Nome          | da                  | Data         | Modalità   |
| -------- | ------------- | ------------------- | ------------ | ---------- |
| C        | Thomas Jordan | Tibur. de Aguadilla | ottobre 1996 | definitivo |

| Cessioni | Cessioni      | Cessioni          | Cessioni      | Cessioni       |
| R.       | Nome          | a                 | Data          | Modalità       |
| -------- | ------------- | ----------------- | ------------- | -------------- |
| C        | Thomas Jordan | Atenas Córdoba    | dicembre 1996 | fine contratto |
| AC       | Fran Murcia   | Joventut Badalona | gennaio 1997  | rescissione    |